# José Félix Martí Massó
José Félix Martí Massó (Constantí, 1947) es un médico neurólogo creador en 1975 del servicio de neurología de la Residencia Sanitaria Nuestra Señora de Aránzazu (actual Hospital Universitario Donostia) y en 1979 colaboró en la creación de la Unidad Docente de Medicina de San Sebastián siendo profesor de la asignatura de neurología.
En su vertiente investigadora obtuvo muchos reconocimientos destacando el Premio Euskadi de Investigación 2014.
Su dedicación ha sido determinante para la creación de diferentes iniciativas de carácter divulgativo y social.

## Biografía y trayectoria profesional
Nació en Constantí, provincia española de Tarragona, en 1947. 
Se licenció en medicina por la Universidad de Navarra en 1971 doctorándose en la misma Universidad en 1975.
Se formó como especialista en neurología y medicina interna en la Clínica Universitaria de Navarra. En 1975 empezó su labor ocupando la primera plaza de neurología en la sanidad pública de Guipúzcoa creando el servicio de neurología en la Residencia Sanitaria Nuestra Señora de Aránzazu.
En su labor docente, fue profesor titular de Neurología en la recién creada Unidad Docente de Medicina de San Sebastián perteneciente a la Universidad del País Vasco.Tras su retiro es catedrático emérito de dicha Universidad.
Desde su actividad en la Universidad dio formación a unos tres mil médicos a lo largo de su trayectoria y en su servicio hospitalario formó a varias generaciones de neurólogos.
Fue fundador y primer presidente de la Sociedad Vasca de Neurología entre 1988 y 1992.
Fue fundador y presidente de la fundación Ilundain dedicada a la investigación básica de enfermedades neurológicas.
Ha sido presidente de la fundación Aubixa dedicada a dar una atención integral al envejecimiento con el foco en el Alzheimer y otras demencias.

## Publicaciones y labor investigadora
Contribuyó a la identificación del gen LRRK2 que sintetiza la proteína que denominó dardarina, del euskera dardara (temblor).
Descubrió que la cinaricina, un medicamento utilizado para el tratamiento del vértigo en ancianos, tenía la capacidad de inducir síntomas parkinsonianos. 
Describió por primera vez junto con neurólogos de la Clínica Mayo el síndrome de pseudomigraña con pleocitosis de LCR, hoy denominado HaNDL.
Ha sido investigador principal en 10 investigaciones y en más de 40 ensayos clínicos. Ha publicado más de 300 trabajos científicos, (170 están indexados en Medline). Autor de 3 libros y editor de otros 7.
Ha presentado más de 300 comunicaciones a congresos.
Entre los años 2018 y 2021 perteneció al Patronato de Ikerbasque (Fundación Vasca para la Ciencia).
En la actualidad trabaja en un proyecto europeo (Mefopa) y en el consorcio LRRK2 de la M.J. Fox con investigadores de todo el mundo.

## Distinciones
Obtuvo muchos reconocimientos pero quizás el más destacado sea el Premio Euskadi de Investigación 2014 que le otorgó el Gobierno Vasco.
Es miembro de la Academia de las Ciencias, de las Artes y de las Letras del País Vasco,(Jakiunde).
Es Catedrático emérito de la Universidad del País Vasco